# 防犯ブザー

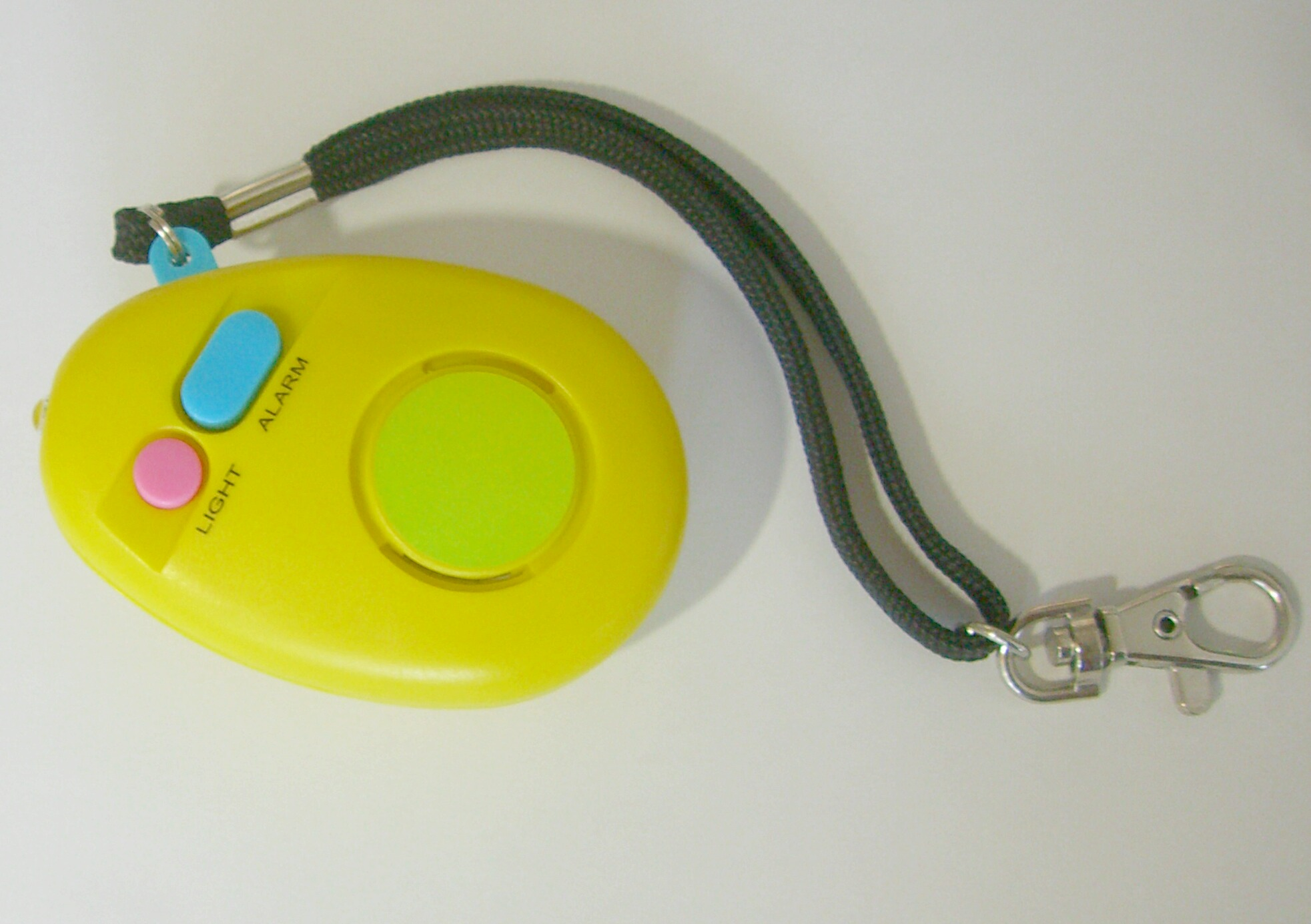
防犯ブザーの一例
全国防犯協会連合推奨品

防犯ブザー（ぼうはんブザー）とは、危険を察知した時に大音量の鳴動などにより、周囲の人々に向けて通知したり、犯罪者の心理を利用して犯罪者を退散させる防犯用品である。

## 携帯型防犯ブザー

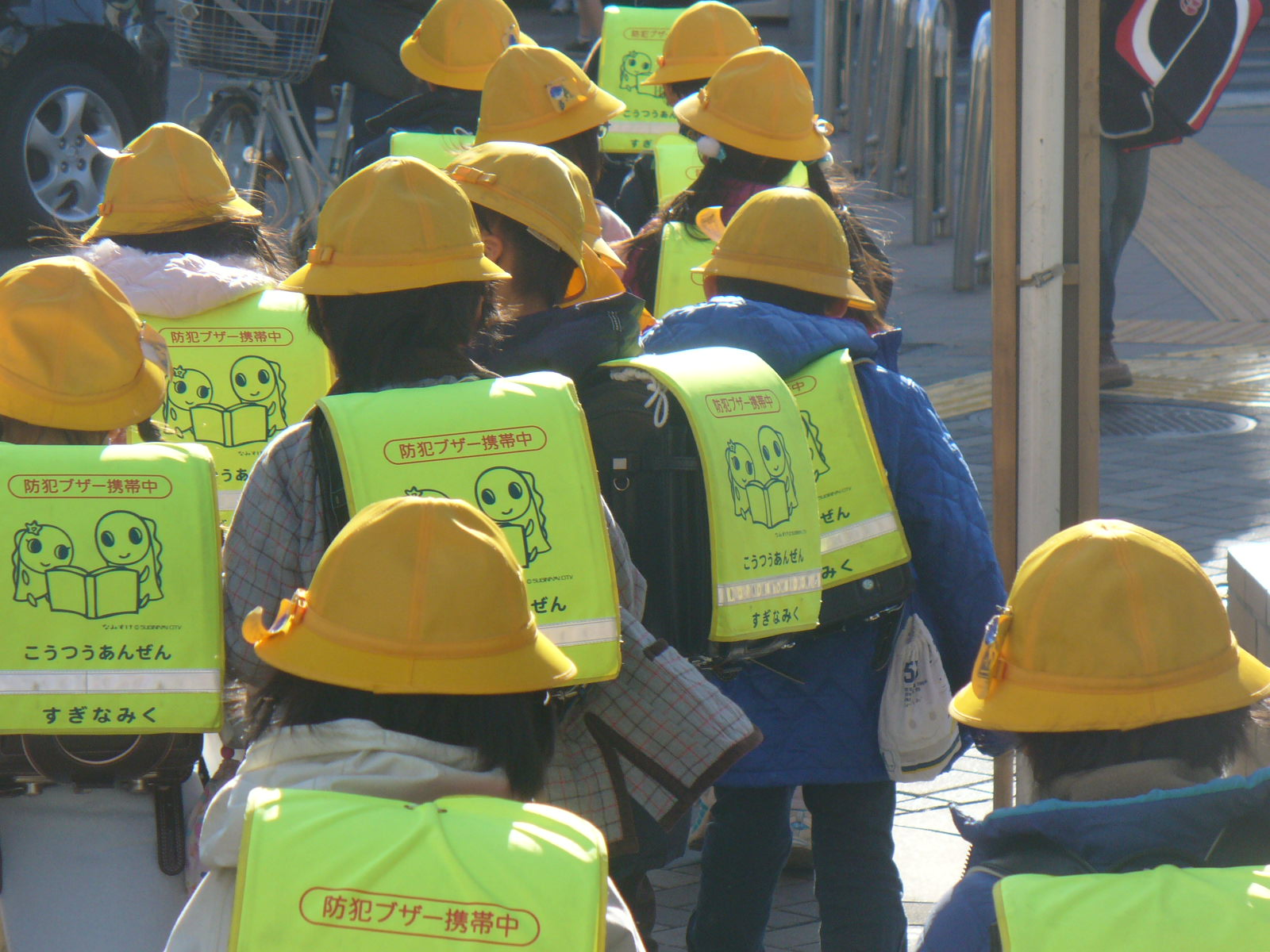
防犯ブザーの携帯をアピールするランドセルカバー

危険な状況に遭遇した場合、ブザー鳴動や強光明滅などにより周囲へ通知する製品である。主に子供、女性、高齢者など社会的弱者が外出時に携帯しているが、成人男性の携帯も推奨すべきである。成人男性は痴漢、強姦、誘拐などの被害には遭いにくいが、悪質で強引なキャッチセールス、宗教、特殊詐欺の受け子、出し子、運び屋の勧誘、強盗、恐喝、主要駅前、繁華街、歓楽街、商店街での客引きに遭遇する可能性は老若男女を問わずあり、これらの場合加害者が複数いることがあるため、いくら力のある人でも形成不利になる場合があるからである。古くは呼子笛（ホイッスル）も同様の理由で用いられた。
1960年代から痴漢や強盗被害防止のため女性向けに松下電工など家電メーカーから販売されていたが、1990年代にはストーカーや恐喝事件、2000年代にはマスメディアで大きく取り上げられるようになった児童誘拐、強制猥褻、変質者付きまとい事件に対応して、保護者、教育委員会、地方自治体などが児童に持たせるケースも増加している。警察は、警棒や催涙スプレーなど攻撃的防犯グッズの携行には否定的だが、護身手段として防犯ブザーの所持を奨励している。
直径数センチ程度の小型な楕円、円盤、扁平形状が多く、ひも状のスイッチを引っ張る事により大音量で鳴動タイプが主流である。一見すると防犯ブザーに見えないマスコット・キャラクター形状を模した製品、ホテルや自室のドアノブに仕掛けトラップ的に利用することも可能な長いひもを備える製品、ドアノブ設置用に振動検知機能を備える製品、懐中電灯機能などを併せ持った多機能化製品、ランドセルや携帯電話などに組み込んだ製品もある。
携帯電話の普及により時と場所に関わらず緊急通報可能になり、2000年代以降の市場では女性より児童向け製品が増加した。携帯電話各社が提供するサービスには、ドコモキッズケータイシリーズ、au安心ジュニアケータイシリーズ、ソフトバンクモバイルみまもりケータイシリーズがあり、いずれも児童が日常用いることを考慮した小型軽量である。
引ったくりや強盗などの自衛策として、荷物に入れたブザーの紐をベルトなど着衣の一部に結わえ強奪時に鳴動させる高齢者や、同様に小型機器を荷物に入れ日本国外での被害に備える旅行者もいる。

## 効果
1. 周囲の人々への注意喚起と援助要求
2. 犯罪行為の露呈を恐れた犯罪者の退散

一般的に1の効果があるものと認識されているが、実際には2の効果の方が大きい。防犯ブザーの鳴動は誤作動やいたずら(小学生に多い)の場合が多いため、1の効果はあまり期待できない。また、誤作動やいたずらでなくても、無関心の人や、事件に巻き込まれるのを恐れて助けずに逃げる人も多い。一方、犯罪心理学の観点から犯罪者は犯罪行為の露呈を強く警戒し恐怖心すら抱いているとされるため、2の効果は大いに期待できる。よって、たとえ他の人がいない場所でも、犯人側にそれがわからない場合、鳴らした方が良い。他の人がいないことを犯人側も認識している場合、鳴動させ、かつ動ける場合は走って逃げると良い。

## 具体的取り組み

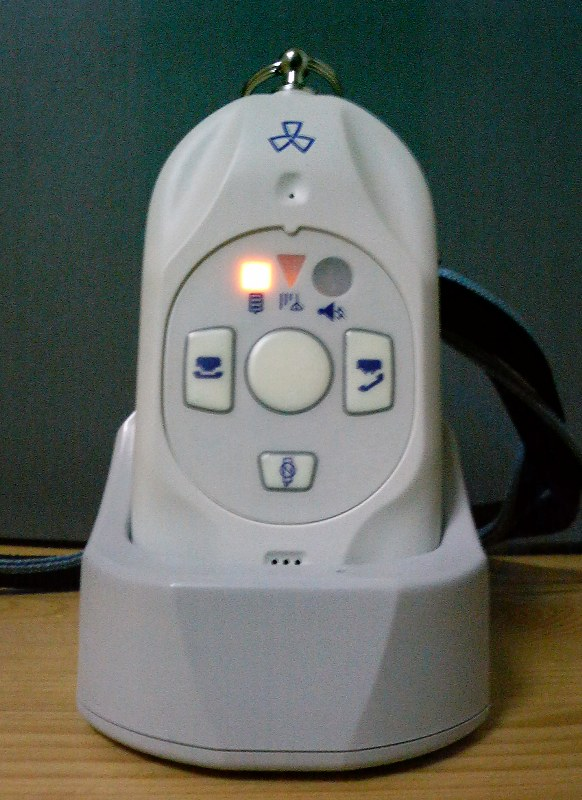
品川区の近隣セキュリティシステム用小型通信機「まもるっち」

事件遭遇を危惧して児童本人の意思に関わらず常時防犯ブザーを携帯させる保護者もいるが、学童に携帯型防犯ブザーを無料配布する防犯に積極的な自治体もある。
東京都品川区では区内小学校の全学童に対し、防犯ブザーを更に発展させた近隣セキュリティシステムとして、「まもるっち」なる名称のGPS、PHS、通話機能を持つ小型通信機を無料で貸与している。作動させると大音量で鳴動して緊急事態発生と位置情報を発報する。登録ボランティア協力者と生活安全パトロール隊にも情報伝達され、区と警察が協力した初動対応が可能である。本システムはYOZANの構築であるが2008年、ソフトバンクテレコムへ事業譲渡された。2012年4月、KDDIのシステムへ移行し緊急地震速報など災害対策にも対応した。
コンビニエンスストアやガソリンスタンドなどは「セーフティステーション活動」として不審者からの避難場所を提供し、自治体も民家や商店などに緊急避難場所提供の協力を呼びかけている。
2006年、大阪府教育委員会が小学校新入学生に防犯ブザー配布を計画するが市町村など自治体の防犯ブザーないし呼子笛配付計画とバッティングし、「一人最大で4個」などと2月6日に報道される。

## 購入
全国防犯協会連合会推奨の『優良』マーク付き商品が家電量販店やホームセンターなどで比較的安価に入手可能であるが、警報音が小さい商品もあり購入前の音量や機能確認が肝心である。スピーカーを手で塞いでテストすると、音量の大きいものでも周囲に迷惑をかけずにテストできる。

## 注意点
製品端子部のメッキ不良、スイッチ部の接触不良、電源の自然放電など経時劣化を配慮する必要がある。
子供が携帯する場合、防犯ブザーを玩具扱いしたテストボタン押下による誤発報は避忌できず、対応を誤らない配慮が必要である。